# Гигантский морской окунь
Гигантский морской окунь (лат.  Stereolepis gigas) — вид лучепёрых рыб семейства полиприоновых (Polyprionidae). Морские придонные рыбы. Распространены в восточной части Тихого океана. Максимальная длина тела 275 см.

## Описание
Тело массивное, высокое, несколько сжато с боков, покрыто мелкой ктеноидной чешуёй. Высота тела укладывается 3,4 раза в стандартную длину тела. Голова большая, длина головы укладывается 3 раза в длину тела. Затылок, щёки и жаберные крышки покрыты чешуёй; рыло, предглазничные кости и челюсти голые.

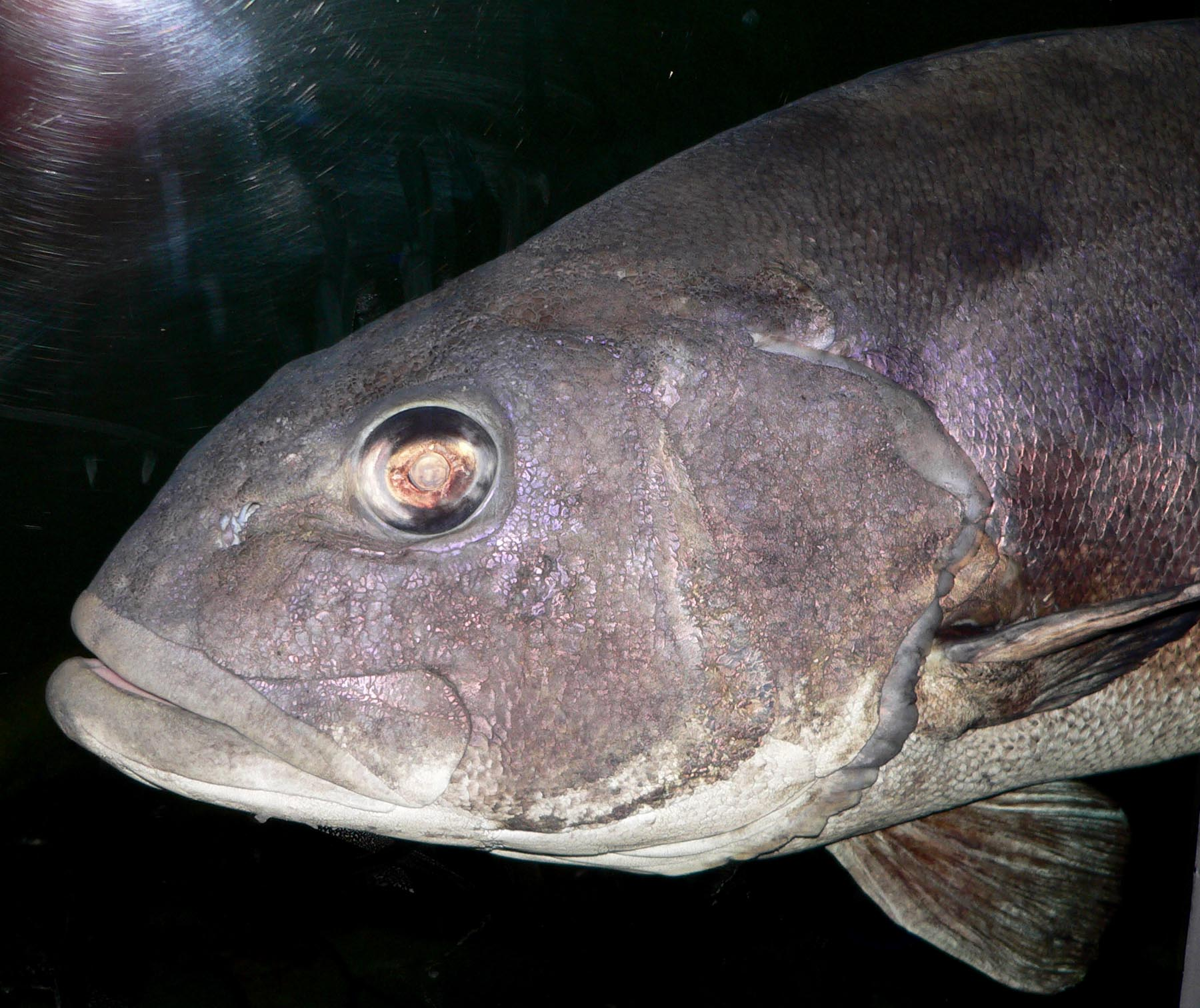
Голова гигантского морского окуня

Рот большой, нижняя челюсть немного выдаётся вперёд. Окончание верхней челюсти доходит до вертикали, проходящей через передний край глаза. Мелкие зубы на челюстях, нёбных костях и сошнике расположены полосками. Язык без зубов. Спинной плавник с 11—12 колючими и 9—10 мягкими лучами; длина основания колючей части значительно превышает длину основания мягкой части плавника. Колючая и мягкая части спинного плавника разделены заметной выемкой. В анальном плавнике 3 колючих и 7—8 мягких лучей. Основания мягких частей спинного и анального плавников покрыты чешуёй. Брюшные плавники расположены перед грудными, короче грудных.  Хвостовой плавник усеченный или с небольшой выемкой. Боковая линия полная, в ней около 80 прободённых чешуй.
Ювенильные гигантские морские окуни проходят в своём развитии несколько фаз окраски. Вначале на голове, спине, брюхе и у основания хвостового плавника появляются белые пятна, край мягкой части спинного плавника становится белым. Молодь длиной от 20 до 50 мм от оранжевого до кирпично-красного цвета с шестью неправильными рядами чёрных пятен на теле и голове. При длине тела около 150 мм окраска меняется на тёмную (бронзово-фиолетовая) с бледными пятнами; некоторые чёрные пятна сохраняются.
Крупные взрослые особи обычно однотонного чёрного или серого цвета с более светлой нижней частью тела.  Способны быстро изменять окраску, например: на теле появляются большие чёрные пятна; двухцветная окраска (тёмная верхняя часть тела, а нижняя — светлая); появление на теле белых пятен; угольно-чёрная или светло-серая окраска.

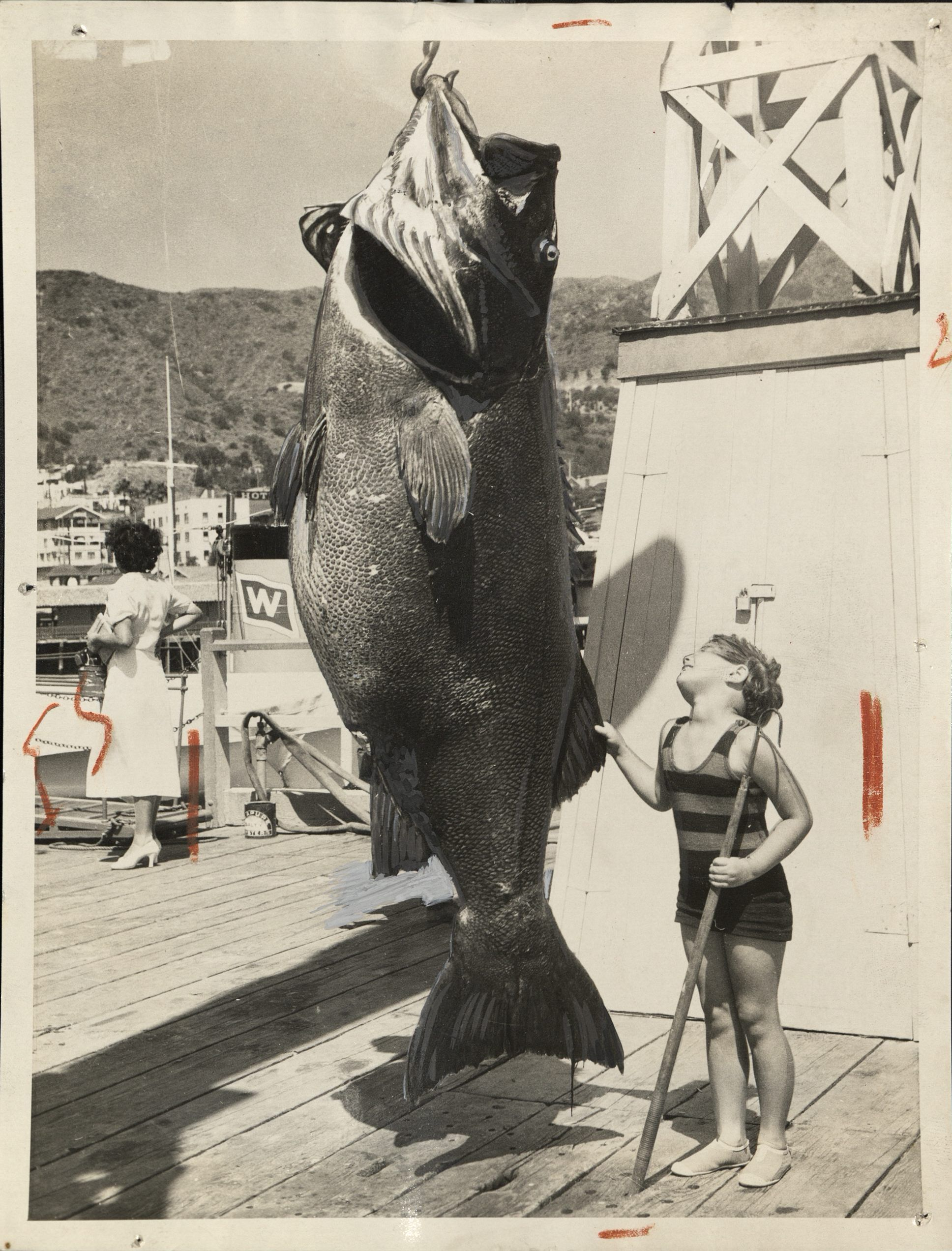

### Размеры и продолжительность жизни
Гигантские морские окуни характеризуются медленным ростом и большой продолжительностью жизни. В первые два года жизни скорость роста относительно высокая. В возрасте одного года гигантские окуни достигают длины 178 см, а ещё через год длина тела удваивается. Затем рост замедляется. В возрасте 6, 10 и 15 лет средняя масса тела составляет 14 кг, 45 кг и 68 кг, соответственно. Половой зрелости достигают в возрасте 11—13 лет.
Гигантские морские окуни являются самыми крупными костистыми рыбами в прибрежных водах северо-восточной Пацифики. Однако данные по максимальным размерам и продолжительности жизни не всегда точно верифицированы. В ранних работах начала XX века указывалась максимальная масса особей в 360 кг. Во второй половине XX века описаны гигантские окуни размером более 270 кг в возрасте 90—100 лет (без указания методик и процедуры определения размеров и возраста). В более поздних работах с подробным описание методик определения возраста по отолитам и радиоуглеродного анализа указаны максимальные размеры и возраст в 250 кг и 76 лет, соответственно и массой 227 кг в возрасте 62 года. В ходе подводных исследований в 2014—2015 гг у берегов округа  Лос-Анджелес обнаружены особи гигантских окуней длиной 275 см и массой 381 кг.

## Биология
Морские придонные рыбы. Характеризуются медленным ростом, поздним созреванием и большой продолжительностью жизни. Ведут одиночный образ жизни, в нерестовый период образуют пары или небольшие скопления. Хищники.

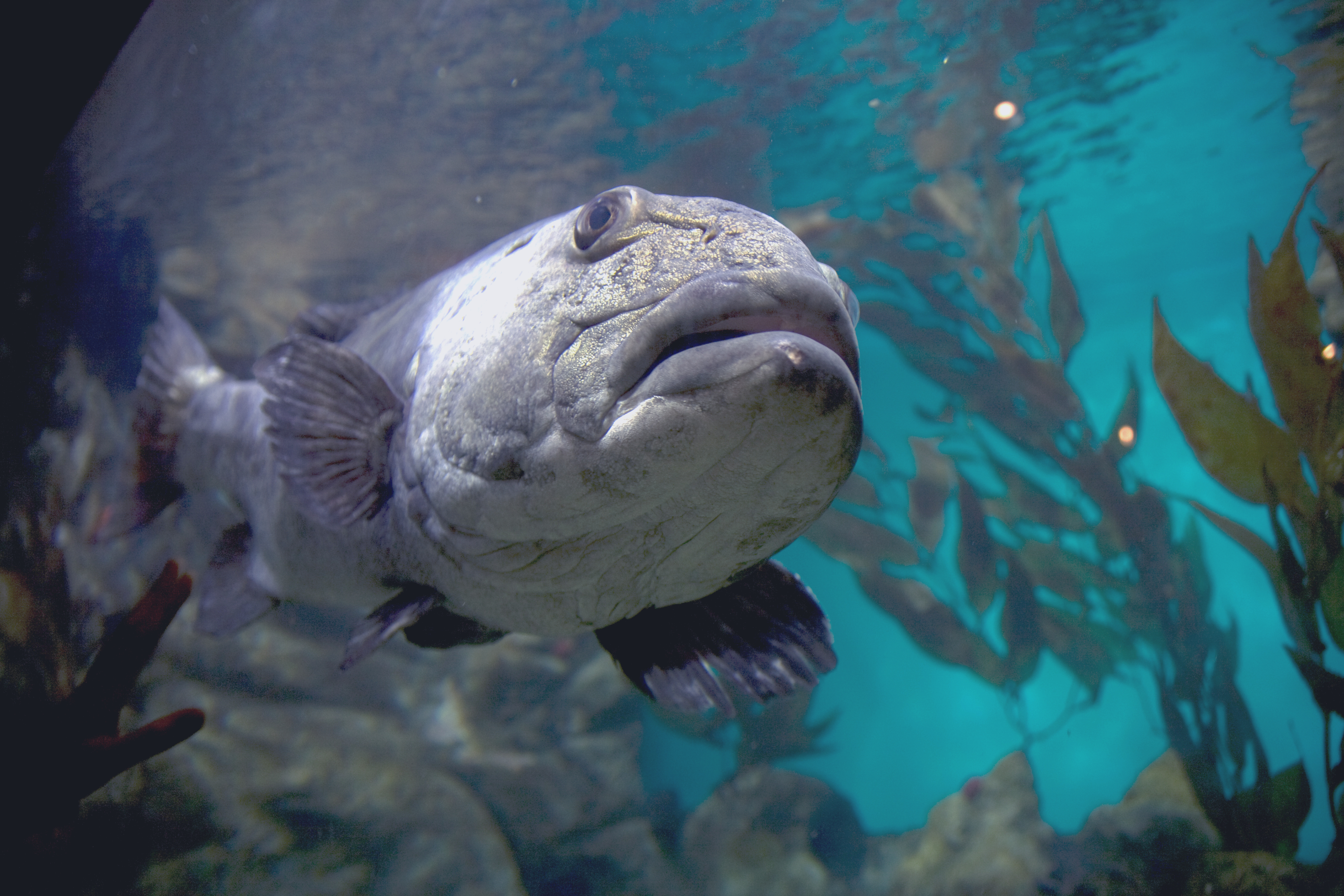

### Питание
Гигантские морские окуни питаются придонными организмами. Основным способом добычи является всасывание жертв за счёт создания вакуума при быстром открытии огромной пасти. За счёт своих внушительных размеров гигантские окуни являются сверххищниками. В состав рациона входят различные виды рыб (помацентровые, малакантовые, спаровые, губановые, камбалообразные и даже небольшие скаты и акулы), омары, кальмары, осьминоги, ротоногие.

### Размножение
Самцы гигантских морских окуней впервые созревают при средней массе 18,1 кг, а самки — при массе от 22 до 27 кг. Нерестятся в июле — сентябре. Плодовитость очень высокая, так у самки массой 145 кг в гонадах было 60 млн икринок. Икра крупная, диаметром 1,5—1,6 мм, с однородным желтком и многочисленными жировыми каплями, которые сливаются по мере развития. Икринки всплывают к поверхности, и личинки вылупляются примерно через 24—36 часов. Личинки сильно пигментированы, с чёрными и жёлтыми хроматофорами. Длина личинок при вылуплении 3,0—4,2 мм. Личинки разносятся течениями на большие расстояния; питаются планктоном около месяца, затем молодь переходит к придонному образу жизни. Молодь на ранних стадиях развития имеет форму диска с большими плавниками.

## Ареал и места обитания
Распространены в тропических и субтропических водах восточной части Тихого океана от залива Гумбольт (Калифорния) до Нижней Калифорнии (Мексика), а также в северной части Калифорнийского залива. Молодь обычно встречается в зарослях водорослей, а также на участках песчаного дна на глубине 12—21 м. Взрослые особи обитают на глубине более 30 м (но, в отличие от других глубоководных представителей семейства, не глубже 46 м) и, как правило, над каменистым дном.

## Взаимодействие с человеком
На протяжении большей части двадцатого века гигантские окуни пользовались большим спросом в Калифорнии и Мексике как у коммерческих, так и у любительских рыбаков. В начале двадцатого века в ходе коммерческого промысла использовались ручные яруса, затем перешли на жаберные сети. В Калифорнии максимальные уловы гигантских окуней на уровне более 100 т были зарегистрированы в начале 1930-х годов, но уже в 1935 году уловы составляли менее 10 т. В мексиканских водах уловы в 1930-е годы превышали 360 т и постепенно снижались до 1960-х годов. Рекреационный промысел достигал максимума в 1963 и 1973 годах на юге Калифорнии и Мексике, соответственно. Вследствие перелова запасы гигантских окуней значительно сократились. В середине 1930-х годов промысел гигантских окуней в Калифорнии был прекращён. В Мексике правительство запретило коммерческий промысел в 1982 году. В том же году был введён полный мораторий на рекреационный лов. В 1990 году в Калифорнии было вообще запрещено использование жаберных сетей в прибрежных водах. 
С 1996 года Международный Союз Охраны Природы (МСОП) присваивает гигантским морским окуням охранный статус «Виды, находящиеся на грани полного исчезновения». Принятые охранные меры привели к частичному восстановлению популяций гигантского морского окуня.
Популярный объект спортивной рыбалки. Рекордный экземпляр гигантского морского окуня массой 255,6 кг был выловлен 20 августа 1968 года у берегов острова Анакапа (Калифорния).